# Piotr Dejmek

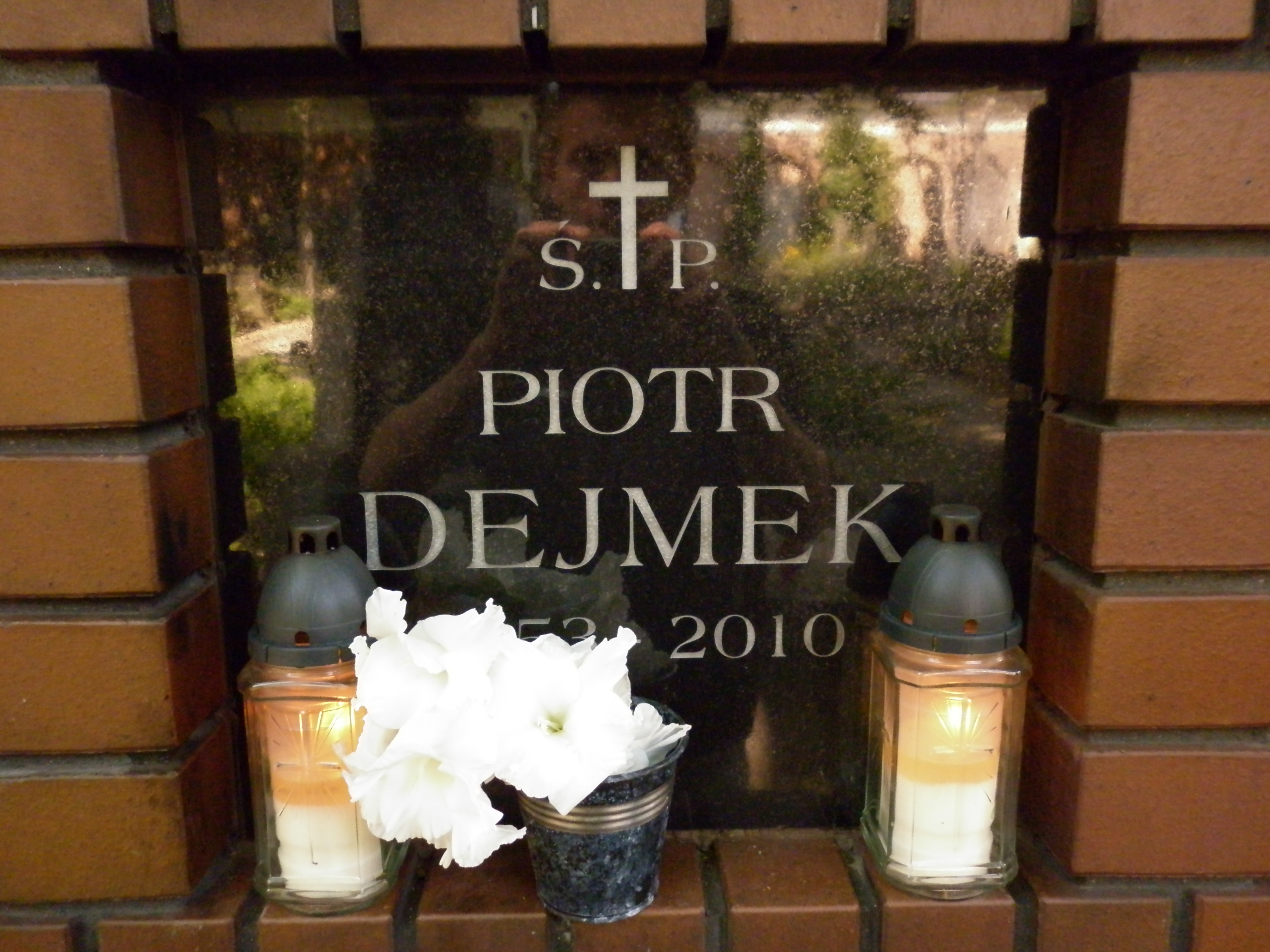
Grób Piotra Dejmka (kolumbarium na cmentarzu Powązkowskim)

Piotr Dejmek (ur. 25 kwietnia 1953 w Łodzi, zm. 20 kwietnia 2010 w Warszawie) – polski aktor i producent filmowy.

## Życiorys
Syn aktorki Danuty Mniewskiej i reżysera teatralnego Kazimierza Dejmka. Po raz pierwszy na szklanym ekranie pojawił się w drugim odcinku serialu Daleko od szosy (1976). W 1977 roku ukończył studia na Wydziale Aktorskim PWSFTViT w Łodzi i zadebiutował w roli Artura w spektaklu Sławomira Mrożka Tango na scenie Teatru Ziemi Mazowieckiej w Warszawie. Występował potem w teatrach warszawskich: Popularnym (1977–1979) i Wielkim (1982–1983).
Na kinowym ekranie debiutował w dramacie wojennym Jana Łomnickiego Akcja pod Arsenałem (1977). Za rolę lekarza Stefana w psychologicznym dramacie wojennym Szpital przemienienia (1978) odebrał w 1981 roku nagrodę Kryształowej Gwiazdy. Zaskarbił sobie sympatię najmłodszych widzów jako posłaniec króla Bajdocji w filmie Podróże pana Kleksa (1986). W dwóch odcinkach serialu Andrzeja Konica Pogranicze w ogniu (1988) pojawił się jako Adam Wałyga, przyjaciel Graby, współpracownik polskiego wywiadu, w serialu Wojciecha Wójcika Ekstradycja (1995) wystąpił w roli policjanta.
Później Piotr Dejmek został producentem filmowym i telewizyjnym (pracował m.in. w Telewizji Polskiej).
Zmarł po kilkuletniej walce z rakiem. Pochowany na cmentarzu Powązkowskim w Warszawie (kolumbarium, rząd 47-2)

## Filmografia
- 1976: Daleko od szosy – mężczyzna wychodzący z gabinetu dermatologa w spółdzielni lekarskiej (odc. 2)
- 1977: Akcja pod Arsenałem – „Wesoły"
- 1978: 07 zgłoś się – Anatol Kapicki, morderca Jańczakówny (odc. 5)
- 1978: Szpital przemienienia – Stefan
- 1979: Ród Gąsieniców – Stanisław Witkiewicz (odc. 5)
- 1980: Punkt widzenia – Kazik Sieradzki
- 1980: W biały dzień – brat „Białego”, ksiądz
- 1980: Wyrok śmierci – porucznik Zyndram
- 1981: Wielki bieg – szef Września
- 1983: Na straży swej stać będę – urzędnik niemiecki
- 1985: Podróże pana Kleksa – posłaniec króla Bajdocji
- 1985: Sam pośród swoich – plutonowy Garbowski
- 1986: Komediantka – Władek Niedzielski
- 1986: Ostatni dzwonek
- 1986: Prywatne śledztwo – oficer śledczy
- 1987: Komediantka – Władek Niedzielski
- 1987: Trójkąt bermudzki – barman
- 1988: Pogranicze w ogniu – Adam Wałyga, przyjaciel Graby (odc. 8 i 9)
- 1988: Pomiędzy wilki – Jan Legut
- 1989: Po upadku. Sceny z życia nomenklatury – prokurator
- 1995: Ekstradycja – policjant (odc. 5)
- 1996: Złote runo
- 1997: Cudze szczęście – lekarz
- 1997: Pułapka – Władek, właściciel stacji benzynowej